# Атразин
Атразин — тривиальное название гербицида из класса хлортриазинов. Используется для борьбы с широколиственными сорняками. Он был изобретён в 1958 году в лабораториях компании Geigy, вторым в серии 1,3,5-триазинов.

## Производство

Схема синтеза замещённых триазинов

Атразин получают в результате реакции цианурхлорида с этиламином и изопропиламином.

## Свойства
Действие атразина основывается на ингибировании фотосинтеза растений. Он связывается в сайте связывания хинона QB (третье звено в цепи переноса электронов фотосистемы II после феофетина и QA) и прерывает транспорт электронов. В окружающей среде расщепляется относительно медленно, в основном за счёт гидролиза.

Биодеградация атразина при помощи фермента атризинхлорогидролаза

Степень токсичности атразина для разных организмов различна. При воздействии на людей и животных основное воздействие приходится на эндокринную систему. Исследователи предполагают, что он является эндокринным дизруптором, вызывающим гормональный дисбаланс. Даже в очень низких концентрациях он нарушает онтогенез самцов лягушек, превращая их в гермафродитов. Многие исследователи сообщают, что атразин, по-видимому, не только снижает выработку тестостерона, но и усиливает выработку эстрогена и, как следствие, способствует развитию рака молочной железы у человека. Так было обнаружено, что он является агонистом G-белок-связанного рецептора эстрогена 1 (GPER)
Для птиц и полезных насекомых (например пчел), а также для почвенных организмов это вещество в значительной степени безопасно. Атразин практически не накапливается в пищевой цепи.
По отношению к человеку атразин является малотоксичным веществом. В единичных случаях наблюдаются раздражение кожи, глаз и дыхательных путей.

## Использование
В тех странах, где использование атразина по-прежнему разрешено, он используется для селективной борьбы с сорняками на полях кукурузы, спаржи, картофеля и помидоров.

## Регулирование

### Россия
По принятым в России нормам содержание атразина в растительных продуктах не должно превышать 0,1–15 мг/кг, в мясе и молоке — 0,02 мг/кг, в воде — 0,5 мг/дм3. 

### Германия
Содержание пестицидов в грунтовых водах допускается не более 0,1 мкг·л−1 соответственно. После порога превышения применяется — для перспективный план санации — это исключение, ограничение от 3 мкг·л−1.

### Евросоюз
В Европейском Союзе атразин запрещен к использованию. Допустимая суточная доза составляет 0,02, предельно допустимая референтная доза 0,1 мг на килограмм массы тела в сутки.

### США
Американская инспекция по защите окружающей среды EPA представившая в 2007 году свой последний отчёт, считает, что нет достаточных доказательств вреда атразина для амфибий. Начиная с 2010 проводился всеобъемлющий пересмотр с учётом результатов, полученных в 2007 году. Это связано с накоплением продуктов распада атразина в питьевой воде кукурузного пояса.

## Резистентность
Известно, что такие растения как марь белая и мятлик однолетний устойчивы к атразину и другим гербицидам из класса триазинов. Эта устойчивость основана на точечной мутации в гене psbA из генома пластиды, который кодирует белок, связывающий QB. В позиции 264 пептида произошла замена глицина на серин в результате чего сродство белка к триазинам было значительно снижено.

## История
31 октября 1986 года около 400 литров атразина попали из сточных вод компании Ciba-Geigy в Рейн, что в сочетании с другим инцидентом по утечке химикатов в результате ДТП (Sandoz Group в Базеле) днём позже вызвало массовую гибель рыбы в Рейне.
Поскольку атразин и его основной продукт распада дезэтилатразин просачиваются в грунтовые воды и таким образом могут загрязнять питьевую воду, использование атразина в Германии запрещено с 1 марта 1991 года, а в Австрии с 1995 года. Тем не менее он до сих пор широко распространён в окружающей среде; после наводнения в Европе в 2002 году его всё чаще стали обнаруживать в водах у острова Гельголанд в мидиях и печени речной камбалы.